# (3867) Shiretoko
(3867) Shiretoko est un astéroïde de la ceinture principale.

## Description
(3867) Shiretoko est un astéroïde de la ceinture principale. Il fut découvert le 16 avril 1988 à Kitami par Masayuki Yanai et Kazuro Watanabe. Il présente une orbite caractérisée par un demi-grand axe de 2,35 UA, une excentricité de 0,11 et une inclinaison de 6,3° par rapport à l'écliptique.

## Compléments